# Periala
Periala (en grec antic Περίαλλα) va ser una pítia de l'Oracle de Delfos en una data entre finals del segle vi i inicis del segle V aC.
Segons Heròdot, a finals del segle vi aC va sorgir a Esparta una disputa entre els seus dos monarques, Cleòmenes i Demarat. Cleòmenes discutia la legitimitat del seu col·lega, i deia que no era fill del rei Aristó. Per resoldre el conflicte, els espartans van decidir consultar l'Oracle per saber si Demarat era realment fill d'Aristó.
Però Cleòmenes va preparar la consulta, i per mitjà de Cobó, fill d'un personatge molt influent a Delfos, va persuadir la profetessa Periala perquè declarés que Demarat no era fill d'Aristó, i ella així ho va fer. Però la conspiració va ser descoberta i Cobó va haver d'abandonar Delfos. La profetessa Periala va ser destituïda del seu càrrec.